# Mohammad Mehdi Tehranchi
Mohammad Mehdi Tehranchi (en persa:) (Teherán, 21 de marzo de 1965-Teherán, 13 de junio de 2025) fue un físico teórico y científico nuclear iraní. 

## Biografía
Profesor del Instituto de Investigación de Láser y Plasma y del Departamento de Física de la Universidad Shahid Beheshti, miembro del consejo directivo y presidente de la Universidad Islámica Azad, fue rector de las dos sedes de la Universidad Islámica Azad (en el centro de Teherán y la provincia de Teherán) y de la Universidad Shahid Beheshti.
Murió el 13 de junio de 2025 durante los ataques israelíes de junio de 2025 contra Irán.